# Stift Engelszell

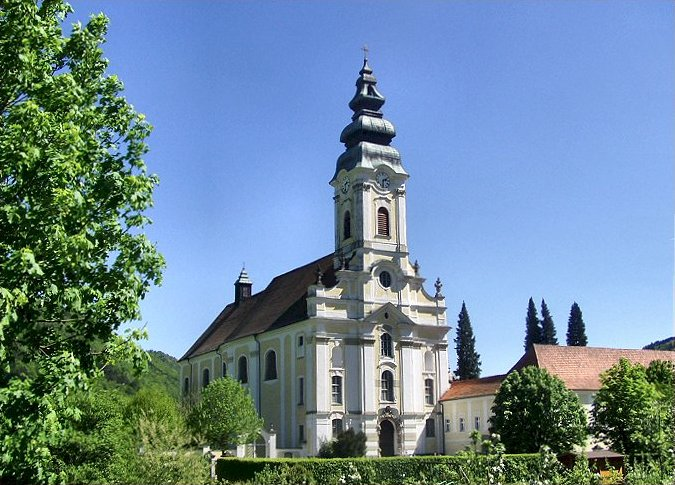
Kerk Stift Engelszell

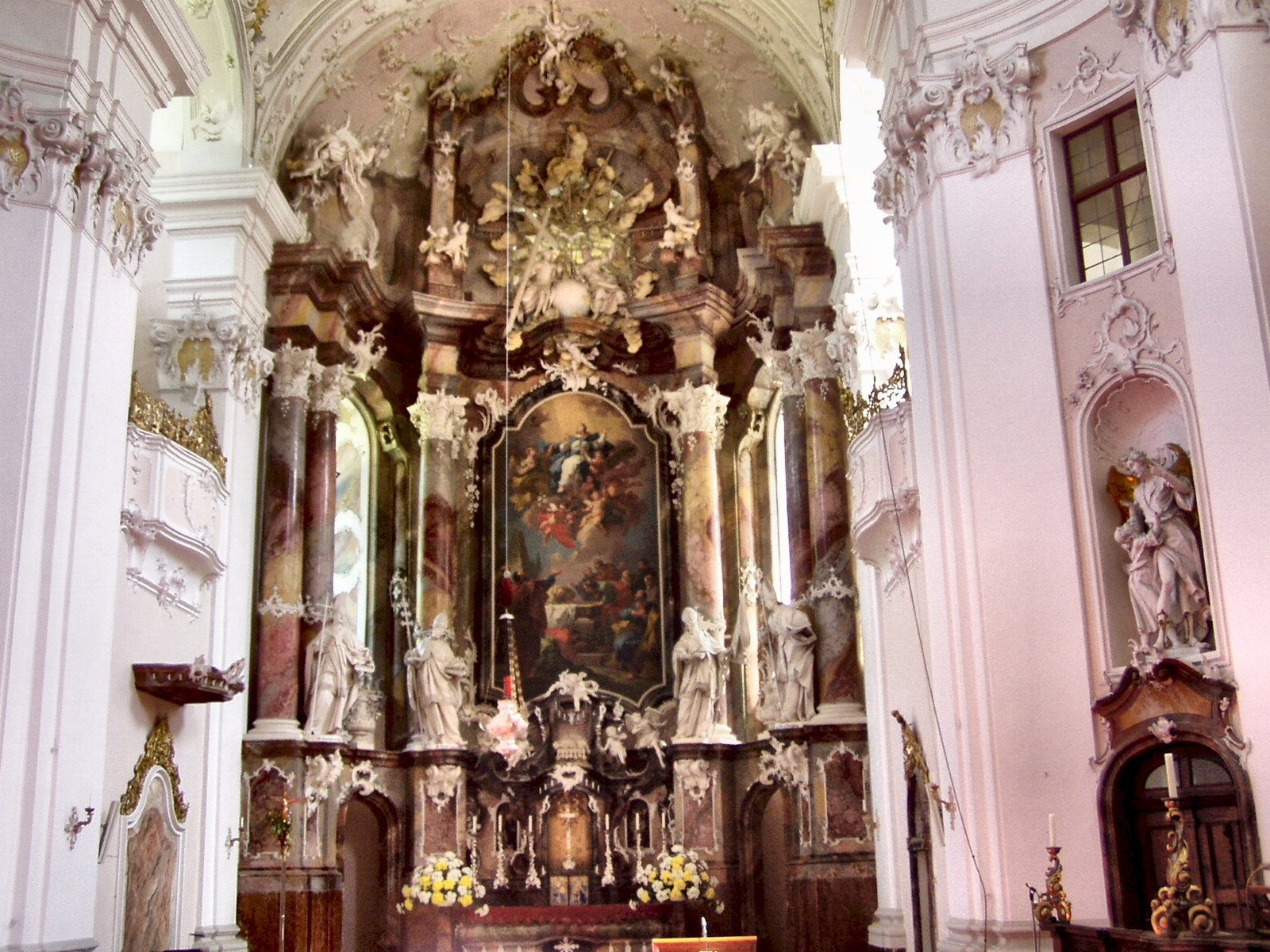
Interieur kerk Stift Engelszell

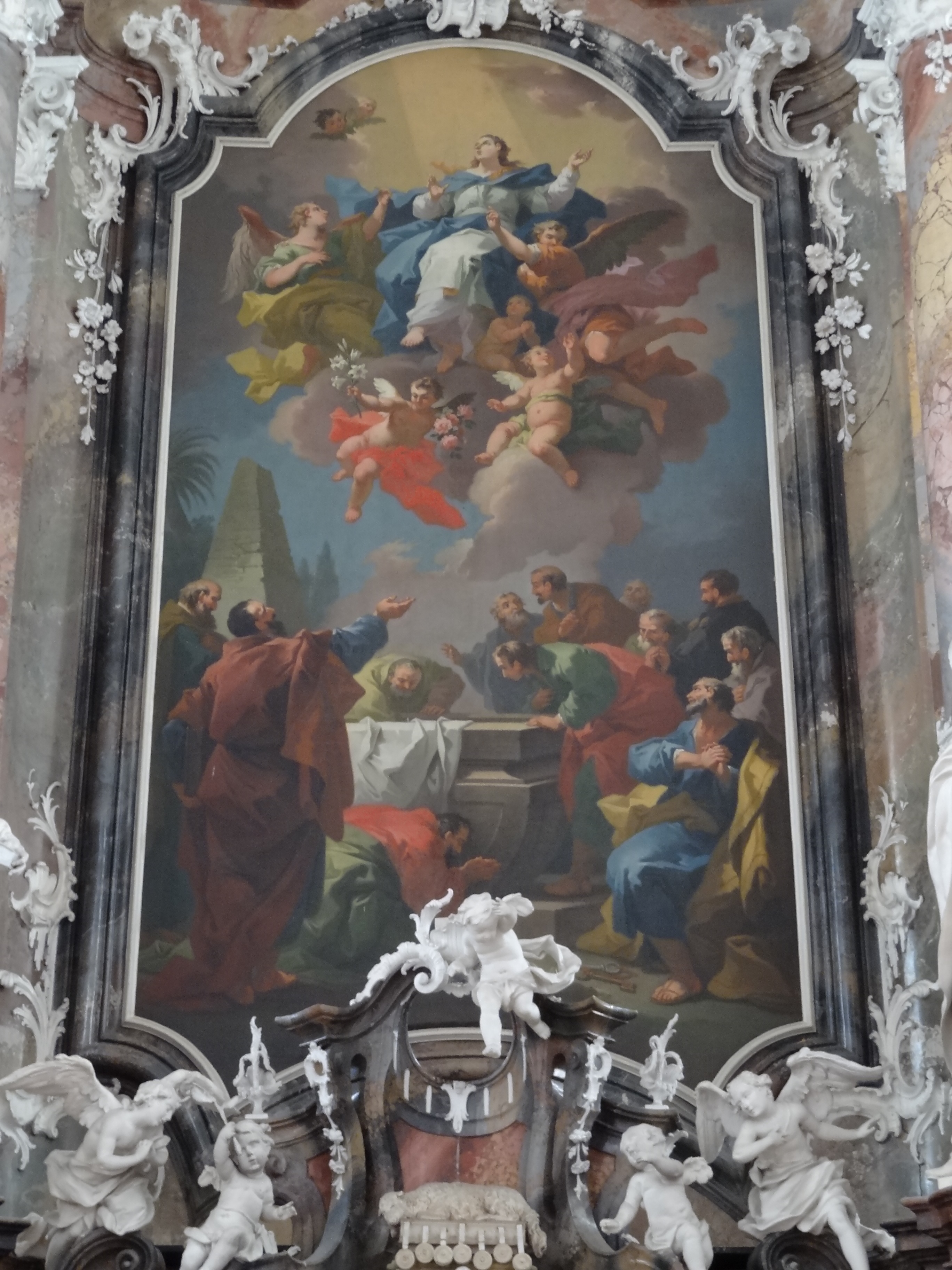
Interieur kerk Stift Engelszell

Stift Engelszell is een trappistenklooster in Engelhartszell an der Donau in het district Innviertel in Oberösterreich. Dit is het enige trappistenklooster in Oostenrijk.

## Geschiedenis

### Cisterciënzers
De abdij werd in 1293 gesticht door bisschop Bernhard (Wernhart) von Prambach als cisterciënzerabdij. Vanaf 1295 werd het bewoond door monniken uit moederabdij Stift Wilhering. Tijdens de periode van de protestantse reformatie geraakte de abdij in verval en kwam ze zelfs in privaat bezit. Vanaf 1618 werd dit verval gestopt, wederom dankzij steun van de abdij Stift Wilhering. In 1786 werd de abdij ontbonden door keizer Jozef II en de gebouwen werden onder meer gebruikt als fabriek en woningen.

### Trappisten
In 1925 werd het klooster opnieuw gesticht als een trappistenklooster door Duitse monniken die na de Eerste Wereldoorlog gevlucht waren uit de Abdij Oelenberg in de Elzas. Oorspronkelijk als priorij begonnen, werd het klooster in 1931 verheven tot abdij. Voormalig prior Gregorius Eisvogel werd de eerste abt. Op 2 december 1939 werd de abdij geconfisqueerd door de Gestapo en 73 monniken moesten op de vlucht slaan. Vier monniken werden naar het concentratiekamp Dachau getransporteerd en anderen werden opgesloten. Op het einde van de Tweede Wereldoorlog keerde maar een derde van de oorspronkelijke bewoners terug, maar ze kregen al snel gezelschap van gevluchte trappistenmonniken uit de Abdij Mariastern, Banja Luka.

## Gebouwen
De abdijkerk werd gebouwd van 1754 tot 1764 in Rococo-stijl met een 76 meter hoge kerktoren. In de kerk bevinden zich kunstwerken van Bartolomeo Altomonte, Johan Georg Üblhör en Joseph Deutschmann.

## De abdij tegenwoordig
Sinds 1995 is Marianus Hauseder de abt van de kloostergemeenschap van 7 monniken (stand 2012). Het klooster leeft van het toerisme en de verkoop van eigen producten zoals kaas en likeur en vanaf 2012 ook erkend trappistenbier. Sinds juni 2012 heeft de abdij het bruine Gregorius, sinds september het blonde Benno en sinds september 2014 de goudgele "Nivard".
In mei 2023 werd Engelszell echter vanwege het klein aantal resterende monniken als autonome abdij opgeheven. Er werd een monastiek commissaris aangesteld en voor de gebouwen wordt gezocht naar een nieuwe bestemming.